# Ghosting (gedrag)
Ghosting is een Engelstalige term voor het plotseling beëindigen van alle communicatie met een andere persoon, zonder enige waarschuwing vooraf of uitleg van reden. Pogingen tot herleving van het contact worden door de ghost genegeerd.

## Beschrijving
De term iemand ghosten stamt uit begin jaren nul van de eenentwintigste eeuw en verwijst meestal in de sfeer van onlinedating en relaties. Vanaf de jaren tien verscheen de term vaker in media en nieuwsberichten. Het ghosten wordt toegewezen aan het toegenomen gebruik van sociale media en online dating in dat decennium. De term wordt ook wel toegepast in vergelijkbare situaties tussen vrienden, familie, werkgevers en bedrijven.
In relaties wordt als hoofdreden voor het ghosten het vermijden van emotioneel ongemak gegeven. Andere oorzaken worden ook gegeven, waaronder het intensieve gebruik van sociale media en dating apps, en de relatieve anonimiteit in de online wereld, wat het eenvoudiger maakt om abrupt contacten te verbreken zonder sociale gevolgen.
Daarnaast is er het afgelopen decennium de opkomst van zogeheten ghost jobs, die soms door werkgevers worden geplaatst om meerdere redenen. Dit zijn om bepaalde functies te polsen in de markt, te analyseren wie er op de vacatures reageren, een groep stand-by te houden voor toekomstige functies, en om zich als bedrijf positiever voor te doen dan het is. De mensen die solliciteren op de vacature ontvangen geen reactie en de functie blijft lange tijd onvervuld.

## Oorsprong
De term ghosting wordt vooral gebruikt in de context van online relaties en raakte in zwang rond 2015 door de publicatie van vele nieuwsberichten en discussies op het internet. De term is opgenomen in het Nederlandse Groene Boekje.

## Gerelateerd
Enkele gerelateerde termen in het Engels zijn:
- Caspering, het op een vriendelijke manier beëindigen van alle communicatie;
- Marleying, wanneer een ex plotseling berichten stuurt tijdens Kerstmis;
- Cloaking, wanneer iemand afspreekt voor een date en niet komt opdagen, waarbij tegelijkertijd alle communicatiekanalen zijn geblokkeerd;
- Orbiting, waarbij geen directe communicatie meer aanwezig is, maar wel soms interactie is met berichten op sociale media.